# Abatus ingens
Abatus ingens là một loài cầu gai thuộc họ Schizasteridae. Lớp vỏ của chúng được bao phủ bởi gai. Loài này thuộc chi Abatus và sinh sống ở biển. Abatus ingens được Koehler mô tả khoa học khoa học đầu tiên năm 1926.